# Prima (locomotive)
Pour les articles homonymes, voir Prima (homonymie).

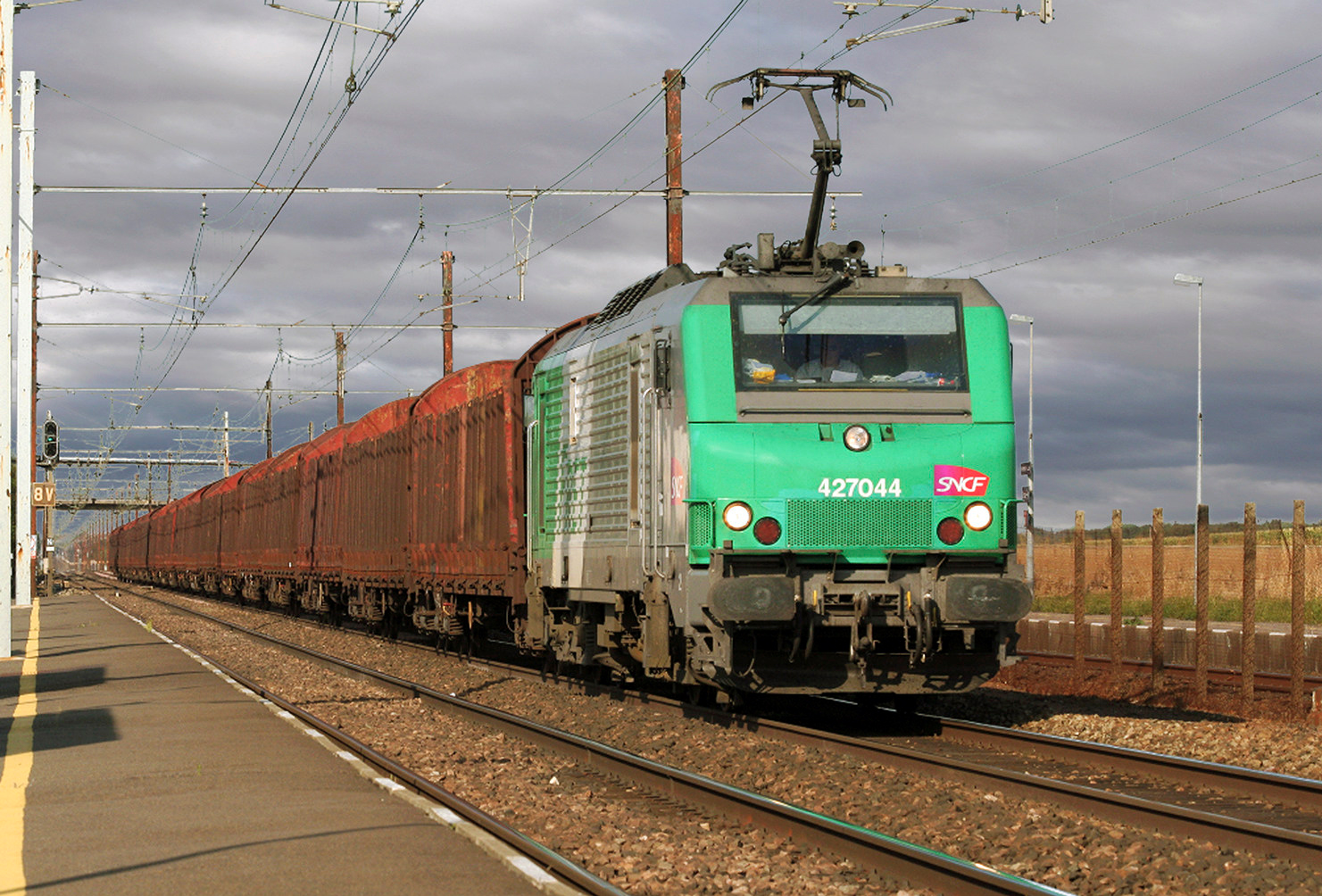
La BB 27044 de Fret SNCF. Photo : Frédéric Noël.

Prima désigne une famille de locomotives électriques et diesel-électriques françaises construites par Alstom depuis la fin des années 1990.

## Origines
Les locomotives de la gamme Prima trouvent leurs origines dans les locomotives BB 26000 (Sybic) et BB 36000 (Astride) de la SNCF. Ces locomotives ont introduit d'importantes améliorations en matière de motorisation asynchrone, et elles définiront les bases des futures machines de la gamme Prima.

## Prima I
Le caractère modulaire permet à Alstom de commercialiser facilement et à coûts réduits tous les types de locomotives de ligne avec :
- alimentation :
  - électrique (4,2 à 6 MW) ;
  - thermique (2 à 2,88 MW) ; ces machines sont conçues au niveau mécanique par Alstom et motorisées au choix du client par MTU (en collaboration avec Siemens) pour la SNCF, General Motors ou Ruston.
- alimentation :
  - 1,5 kV continu en France (SNCF Réseau), aux Pays-Bas (ProRail) et au Danemark (Banedanmark) ;
  - 3 kV continu en Belgique (Infrabel), Italie (RFI) et en Espagne (ADIF) ;
  - 15 kV 16 ²⁄₃ Hz en -Allemagne (DB Netz), Suisse (CFF Infra), Autriche et Suède (Banverket) ;
  - 25 kV 50 Hz en France (RFN), au Danemark (Banedanmark), en Finlande (RHK), Grande-Bretagne (Network Rail), en Belgique et au  Luxembourg (CFL).

- signalisation : suivant les équipements des différents réseaux à parcourir ;

- disposition des essieux :
  - Bo'Bo' (plus simplement BB) ;
  - Co'Co' (plus simplement CC).

- transmission :
  - continue ;
  - triphasée.

- vitesse :
  - 140 km/h (fret) ;
  - 220 km/h (voyageurs).

## Prima II
En 2008, Alstom a presenté la deuxième génératin de Prima, les Prima II.

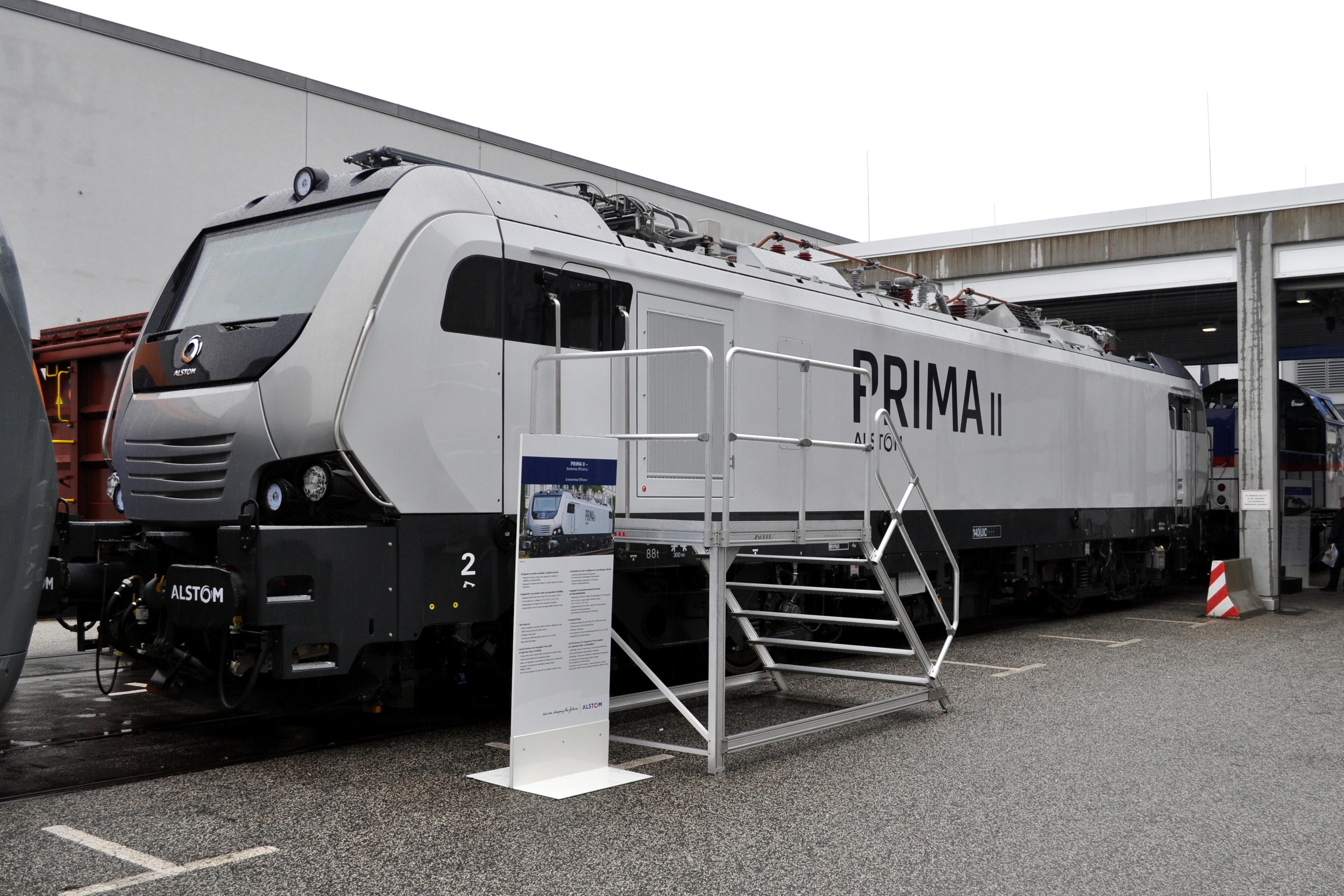
Prima II à l'InnoTrans

Comme pour la Prima I, la Prima II peut circuler sous 1,5 kV =, 3kV =, 15kV - 16,7 Hz~ et/ou 25 kV - 50 Hz ~. Sa puissance peut varier entre 4 et 6,4 MW, elle est apte à circuler en service voyageurs et marchandises et elle peut atteindre des vitesses entre 140 et 200 km/h. Une variante avec des bogies à trois essieux peut atteindre la vitesse de 120 km/h pour une puissance de 9,6 MW. Cette version ne peut néanmoins tracter que des trains de marchandises.
Ces locomotives ont été commandées en 20 exemplaires par l'ONCF.

## Prima T8 et M4
Ces deux locomotives ont été développées pour le marché asiatique. La Prima T8 est faite pour un trafic de marchandises uniquement, alors que la Prima M4 peut également tracter des trains de voyageurs. La Prima T8 est une double locomotive (de) tandis que la M4 se base sur un système plus classique (Bo'Bo'). Ces locomotives ont été construites en partenariat avec des constructeurs locaux et donc en Asie.
Les KTV (Kazakhstan) ont commandé 295 Prima M4 se basant sur la Prima II. Ces locomotives ont été rangées dans les séries KZ8A et KZ4AT.
10 locomotives de ce type ont également été commandées pour rouler en Azerbaïdjan. Ces locomotives peuvent rouler sous 3 kV = ou sous 25 kV - 50Hz ~ jusqu'à 160 km/h,.
En Russie, Alstom s'est associé à Transmashholding pour construire 200 locomotives de la série EP20 pour RZD. Ces locomtives ont la particularité d'avoir trois bogies à deux essieux (Bo'Bo'Bo'). La série 2ESS a été créé par le même consortium en se basant sur l'EP20.

Enfin, depuis 2018, 800 Prima T8 sont livrées à Indian Railways, qui les classe dans la série WAG-12.

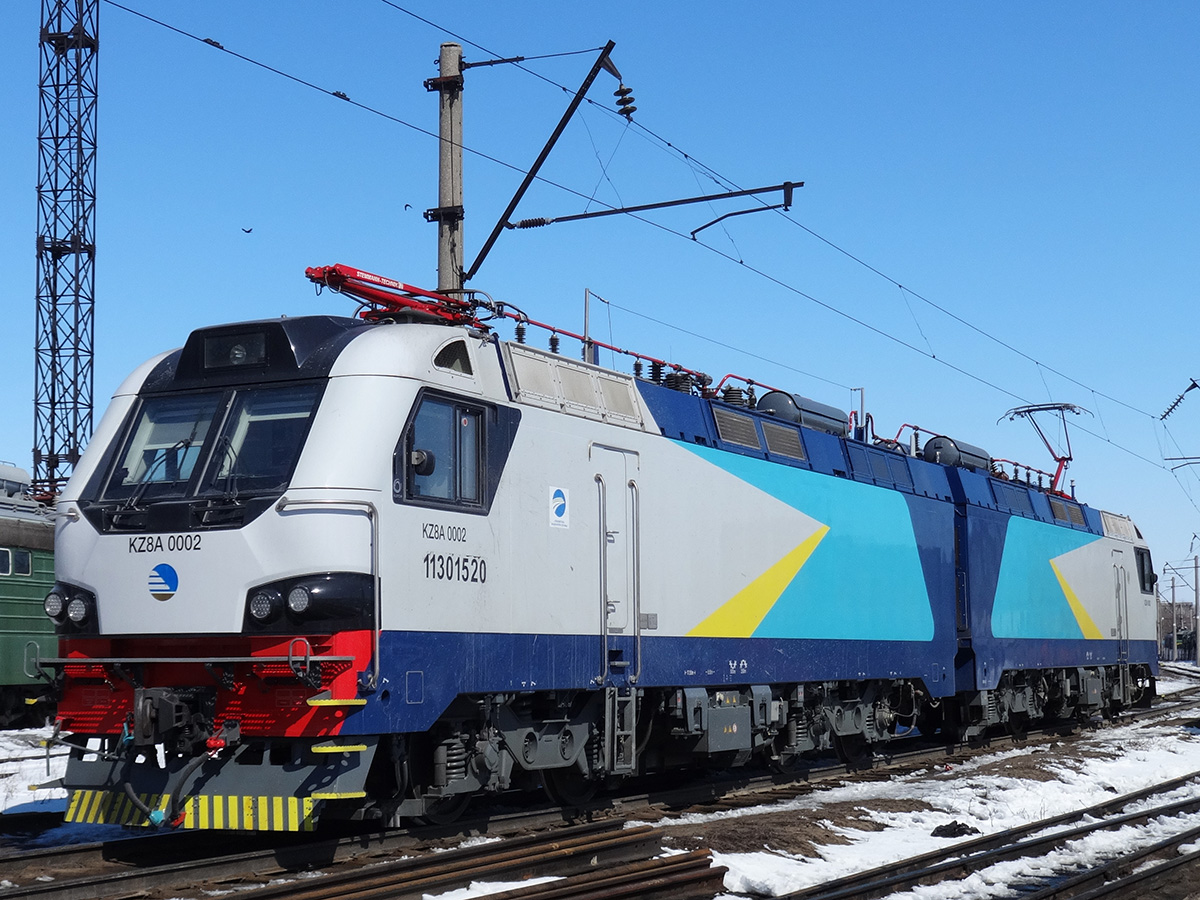
Une KZ8A (M4) kazakh
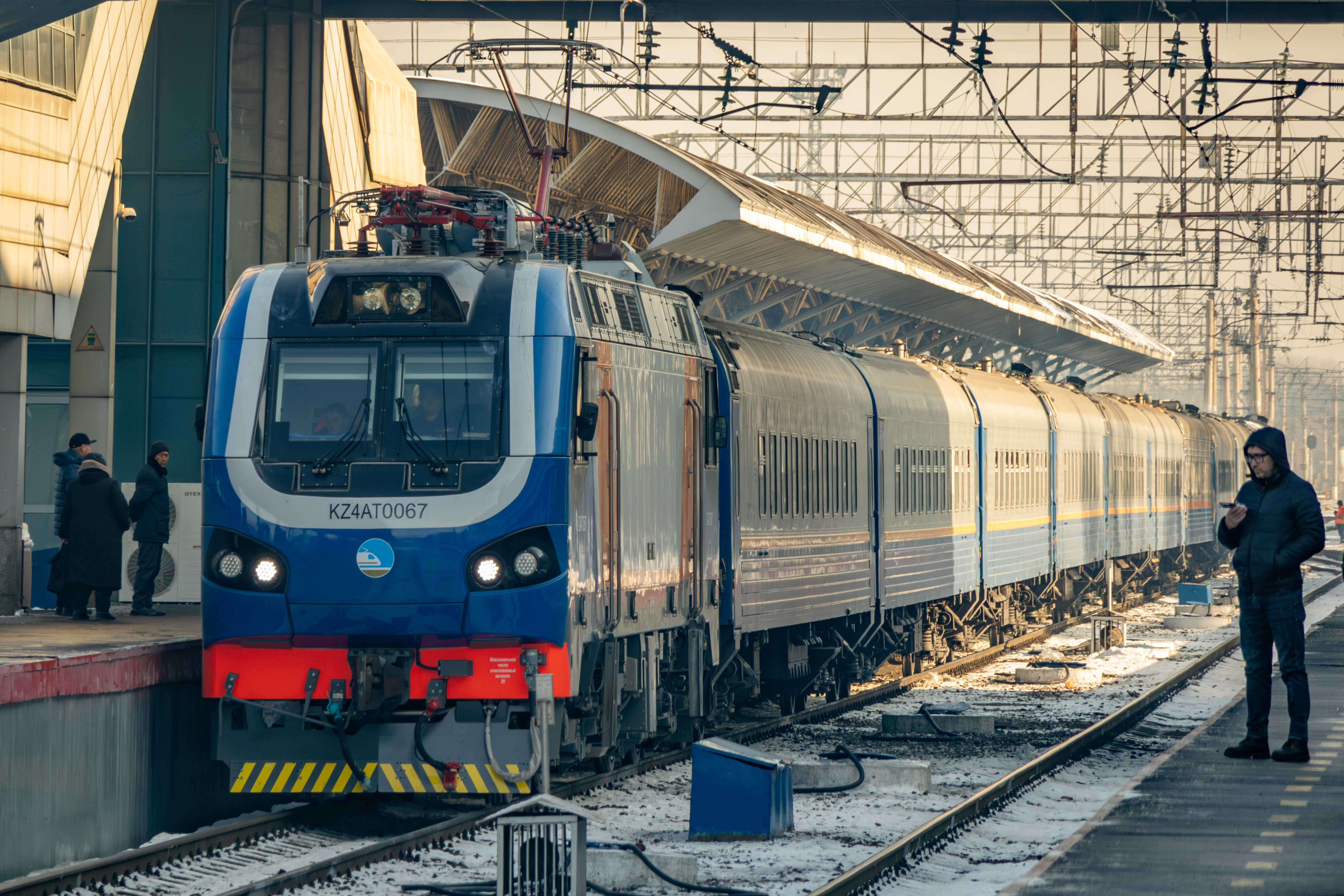
Une KZ4AT (M4) kazakh
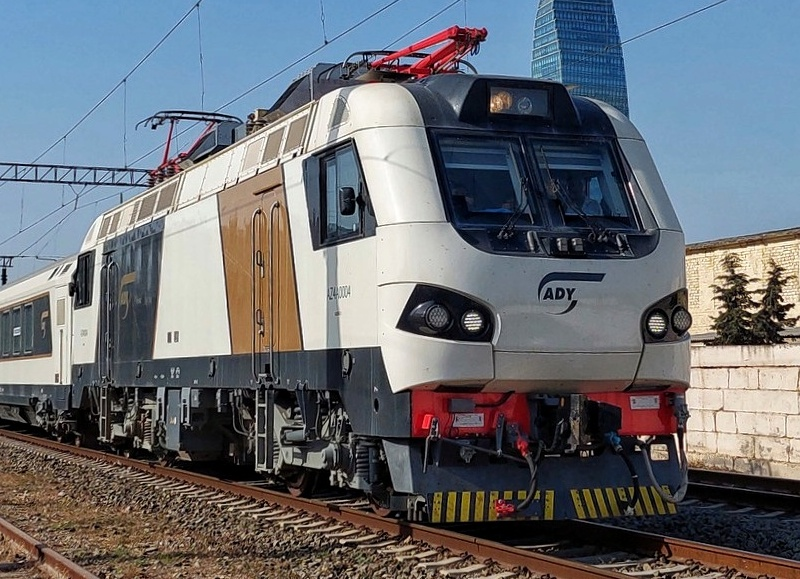
Une AZ4A (M4) d'Azerbaïdjan
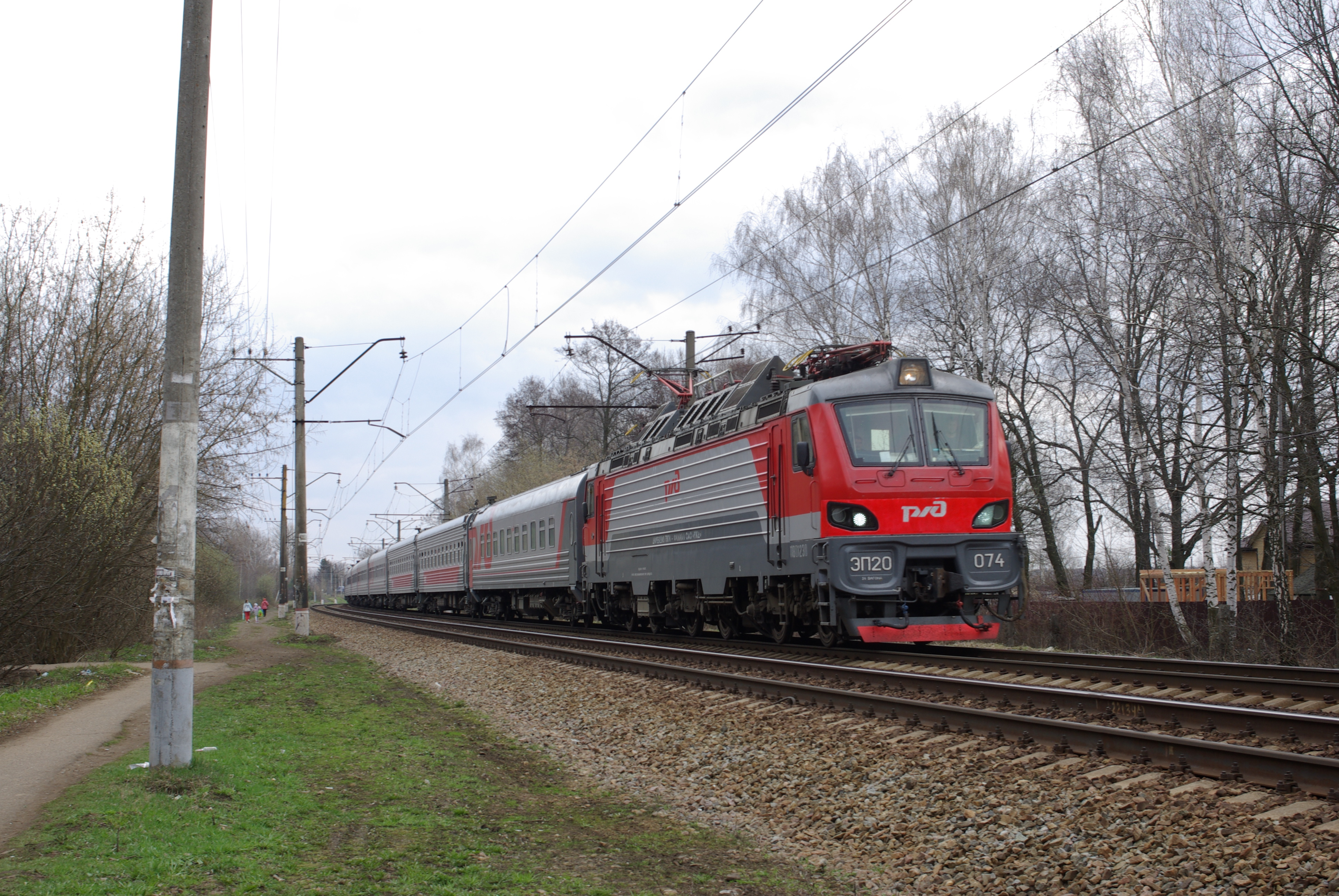
Une EP20 (M4) russe
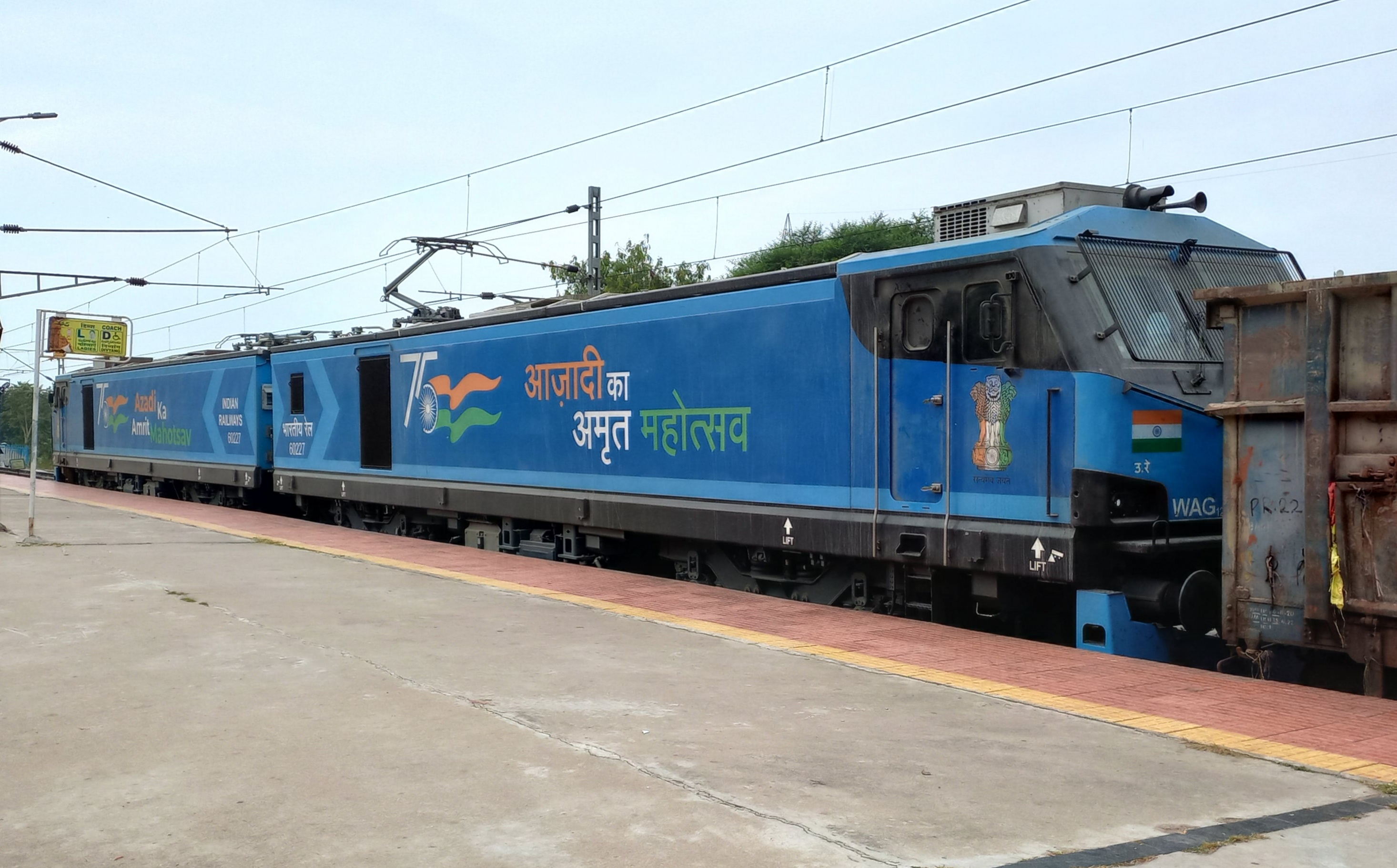
Une WAG 12 (T8) indienne

## Prima H3
Depuis 2013, Alstom Stendal propose la H3, locomotive hybride diésel/batterie. Cette locomotive, d'une puissance de 350 kW et pouvant rouler à 100 km/h, est plutôt destinée à des courtes distances.

La DB a commandé 5 prototypes (série 1002). D'autres sociétés privées allemandes et les CFF en ont commandé par la suite portant leur effectif à 21.

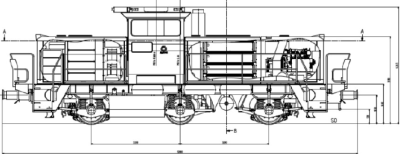
schéma de la locomotive
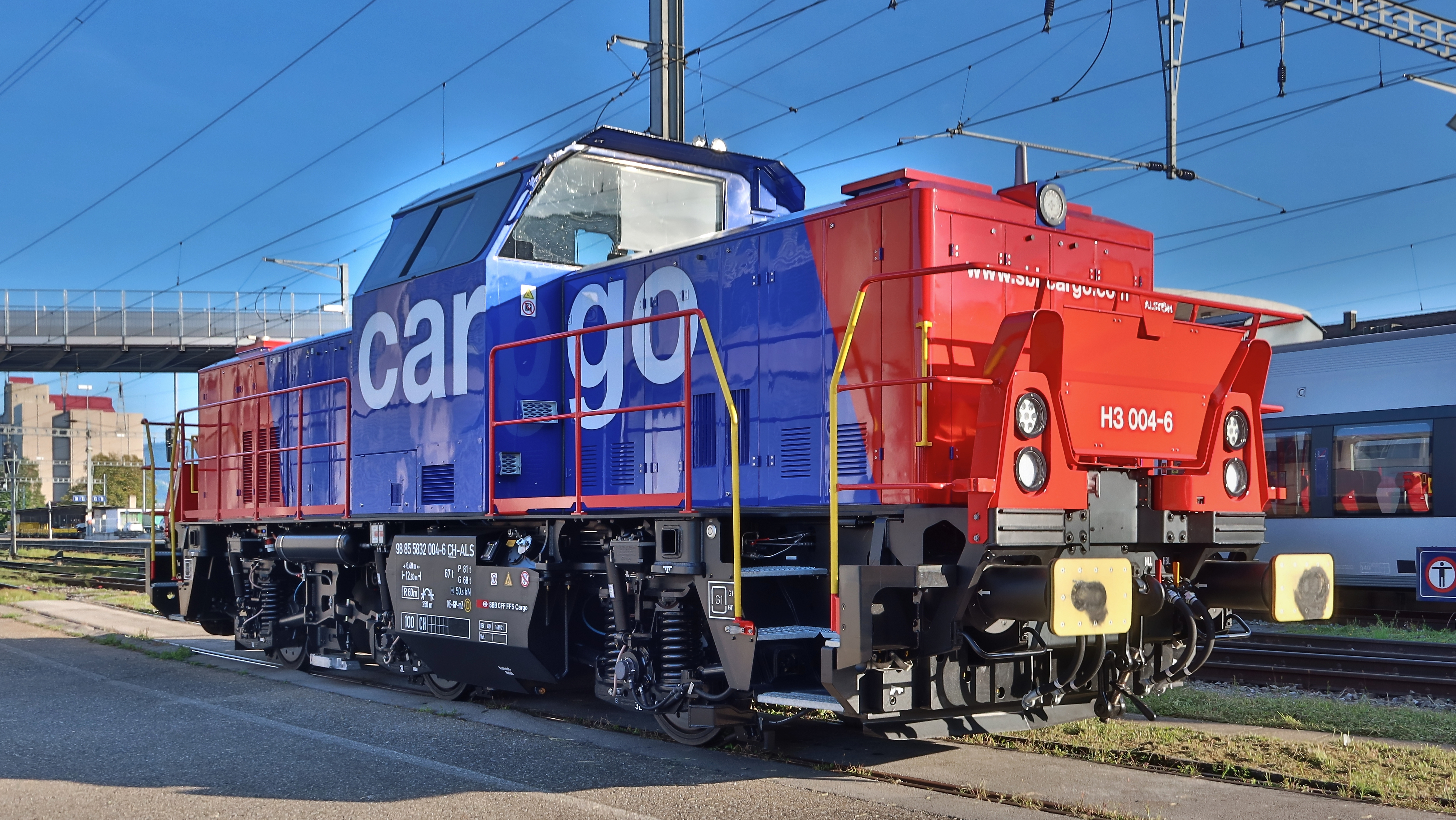
H3 de CFF Cargo
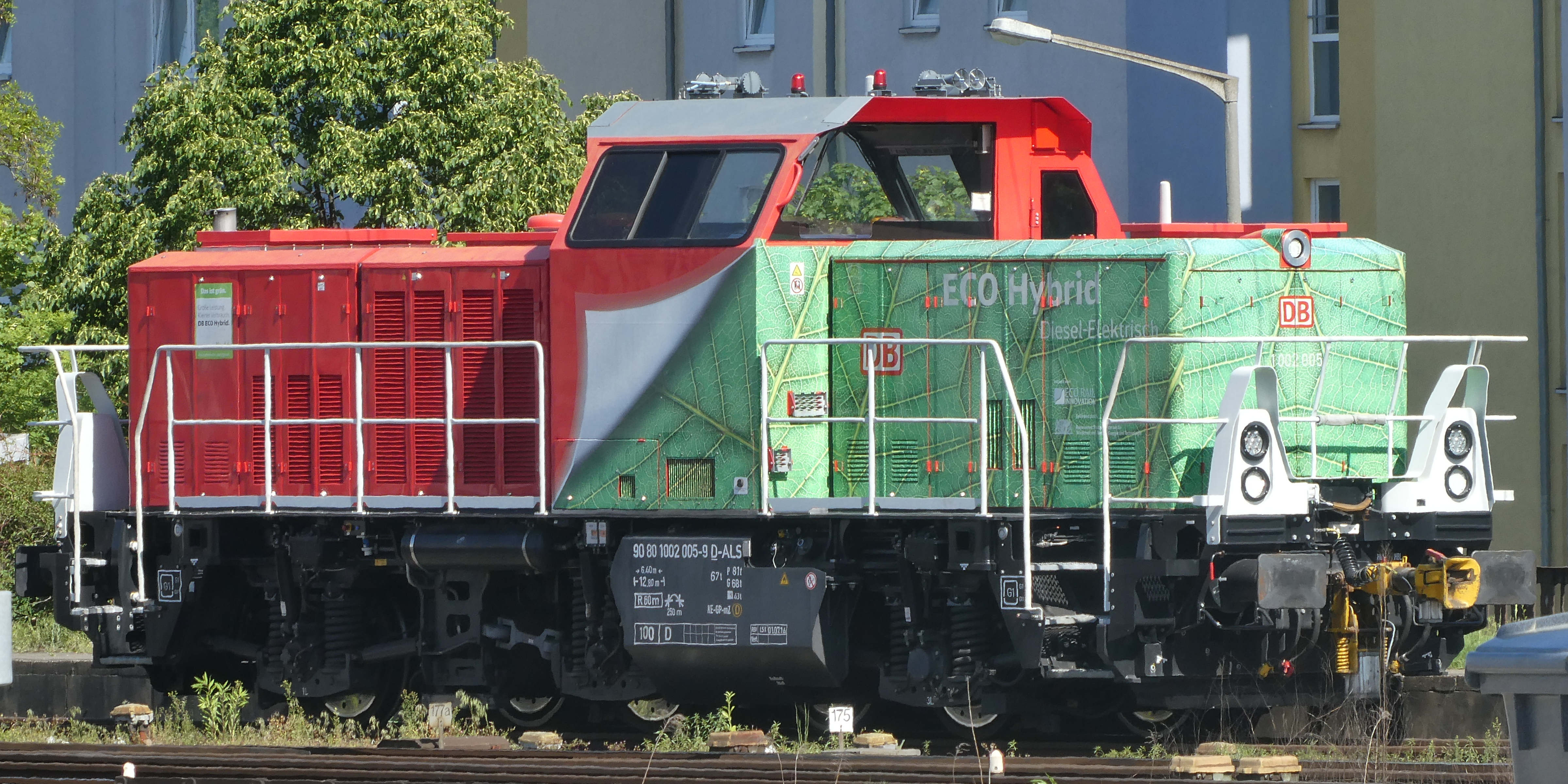
H3 de la DB

## Commandes
| Pays        | Entreprise            | Modèle           | Usine           | Série                      | Traction                   | Quantité | Livraison     | Remarques |
| ----------- | --------------------- | ---------------- | --------------- | -------------------------- | -------------------------- | -------- | ------------- | --- |
| France      | SNCF                  | Prima EL2U       | Belfort         | BB 27000                   | Électrique                 | 180      | 2001 à 2006   | Bicourant 1,5 kV continu et 25 kV 50 Hz ; 4200 kW ; apte à 140 km/h. Commandées pour Fret SNCF                     |
| France      | SNCF                  | Prima EL3U       | Belfort         | BB 37000                   | Électrique                 | 60       | 2001 à 2006   | Tricourant 1,5 kV continu, 15 kV 16,7 ²⁄₃ Hz et 25 kV 50 Hz ; 4200 kW ; apte à 140 km/h. Commandées pour Fret SNCF |
| France      | SNCF                  | Prima EL2P       | Belfort         | BB 27300                   | Électrique                 | 67       | 2006 à 2010   | Bicourant 1,5 kV continu et 25 kV 50 Hz ; 4200 kW ; apte à 140 km/h ; réversibilité. Commandées pour le Transilien |
| France      | SNCF Akiem            | Prima DE33 B AC  | Belfort         | BB 75000 BB 75100 BB 75400 | Diesel Motorisation MTU    | 200      | 2006 à 2010   | 2000 kW ; apte à 120 km/h. Commandées pour Fret SNCF                                                               |
| France      | Europorte (ex Veolia) | Prima EL3U       | Belfort         | E 37500                    | Électrique                 | 10       | 2007 à 2008   | Tricourant 1,5 kV continu, 15 kV 16,7 ²⁄₃ Hz et 25 kV 50 Hz ; 4200 kW ; apte à 140 km/h.                           |
| France      | CB Rail (en)          | Prima EL3U       | Belfort         | E 37500                    | Électrique                 | 21       | 2009          | Tricourant 1,5 kV continu, 15 kV 16,7 ²⁄₃ Hz et 25 kV 50 Hz ; 4200 kW ; apte à 140 km/h.                           |
| Espagne     | Renfe                 | 333.3 333.4      | Valence         | Série 333.3 Série 333.4    | Diesel Motorisation EMD    | 32       | 2000-2005     | 2400 kW |
| États-Unis  | New Jersey Transit    | Prima PL42AC     | Valence Hornell | PL42AC                     | Diesel Motorisation EMD    | 33       | 2003-2006     | 3100 kW ; apte à 160 km/h                                                                                          |
| Iran        | IIRR                  | Prima DE43 CA AC | Belfort Amol    | AD43C                      | Diesel Motorisation Ruston | 100      | 2000-2009     | 3200 kW ; apte à 150 km/h                                                                                          |
| Israël      | ISR                   | Prima JT42BW     | Valence         | JT 42BW                    | Diesel Motorisation EMD    | 48       | 1996-2006     | 2400 kW ; apte à 140 km/h ; bogies BoBo                                                                            |
| Israël      | ISR                   | Prima JT42CW     | Valence         | JT 42CW                    | Diesel Motorisation EMD    | 8        | 1996-2006     | 2400 kW ; apte à 110 km/h ; bogies CoCo                                                                            |
| Maroc       | ONCF                  | Prima II EL2U    | Belfort         | E 1400                     | Électrique                 | 20       | 2009-2011     | Bicourant 3 kV continu et 25 kV 50 Hz ; 6000 kW ; apte à 160 km/h                                                  |
| Sri Lanka   | Sri Lanka Railways    | Prima AD32C      | Belfort         | M9                         | Diesel Motorisation Ruston | 10       | 1997-2000     | 2400 kW ; apte à 110 km/h                                                                                          |
| Syrie       | CFS                   | Prima DE32 C AC  | Belfort         | DE 32 C AC                 | Diesel Motorisation Ruston | 30       | 1999          | 2160 kW ; apte à 120 km/h                                                                                          |
| Royaume-Uni | EWS                   | Prima JT42HW-HS  | Valence         | Class 67                   | Diesel Motorisation EMD    | 30       | 1999-2000     | |
| Chine       | China Railways        | Prima EL1U/D4    | Belfort Datong  | HXD2 (en) (DJ4) HXD2.1     | Électrique                 | 200+     | 2007-en cours | Locomotive double ; monocourant 25 kV ; 9600 kW ; apte à 140 km/h                                                  |
| Chine       | China Railways        | Prima EL1U/6     | Belfort Datong  | HXD2B (DJ8) HXD2C          | Électrique                 | 500      | 2009-en cours | Monocourant 25 kV ; 9600 kW ; apte à 140 km/h                                                                      |
| Chine       | Shenhua               | Prima EL1U/D4    | Datong          | HXD2.7                     | Électrique                 | ?        | 2012-en cours | Locomotive double ; monocourant 25 kV ; 9600 kW ; apte à 120 km/h                                                  |
| Biélorussie | BŽD                   | Prima EL1U/D4    | Datong          | BCG1                       | Électrique                 | 20       | 2011          | Locomotive double ; monocourant 25 kV ; 9600 kW                                                                    |
| Kazakhstan  | KTJ                   | Prima EL1U       | Belfort Astana  | KZ8A                       | Électrique                 | 200      | 2012-en cours | Locomotive double ; monocourant 25 kV ; 8800 kW ; apte à 120 km/h                                                  |
| Kazakhstan  | KTJ                   | Prima EL1UP      | Belfort Astana  | KZ4AT                      | Électrique                 | 95       | 2014-en cours | Monocourant 25 kV ; 4400 kW ; apte à 200 km/h                                                                      |
| Azerbaïdjan | ADY                   | Prima EL1U       | Astana          | AZ8A                       | Électrique                 | 50       | 2018-en cours | Locomotive double                                                                                                  |

## Utilisation en France

### SNCF
À la suite de la présentation concluante du prototype Alstom BB 47001, la SNCF s'est montrée le premier utilisateur des locomotives Prima, avec deux séries commandées : les BB 27000 (bicourant 1500 V DC / 25 kV AC) et les BB 37000 (tricourant 1500 V DC / 15 kV AC / 25 kV AC). Ces machines sont exclusivement utilisées pour la traction de trains de Fret SNCF. Par la suite, la SNCF a également commandé des locomotives Diesel BB 75000 puis 75300 et 75400, également utilisées pour le fret. Ces machines avaient pour principale vocation de remplacer les dernières BB 66000/66400 et BB 67300/67400 encore en service à Fret SNCF. Ces dernières ont en partie été transférées à SNCF Infra pour l'occasion.
Le déclin du fret, que la SNCF n'avait pas suffisamment pris en compte, a rendu bon nombre de BB 27000, 37000 et 75000 inutilisées. D'autres locomotives ont été affectées à Akiem, société de location de locomotives filiale de la SNCF créée pour l'occasion. Akiem a ainsi acquis de nombreuses BB 27000 et quelques BB 37000 et 75000.
Les BB 27300 furent construites en adaptant, sur la base des BB 27000, les schémas électriques et pneumatiques pour la traction de rames voyageurs réversibles VB2N sur le Transilien. Elles remplacent sur ces trains les danseuses BB 8500, 17000 et 25500.

### Akiem
De nombreux opérateurs ferroviaires privés français se sont montrés intéressés par les locomotives Akiem, déjà homologuées pour circuler en France contrairement aux Bombardier Traxx et Siemens Eurosprinter utilisées dans toute l'Europe. Si la plupart arborent la livrée fantôme (grise), parfois avec des faces frontales jaunes, la BB 37027 porte la livrée présentée par Akiem au salon InnoTrans.
VFLI, filiale de la SNCF, utilise également des BB 27000 ainsi que quelques BB 37000 et 75000. Il en est de même pour Régiorail Languedoc-Roussillon et son partenaire ETF Services qui louent quelques BB 27000 à Akiem pour tirer des trains de fret. ETF Services loue également des BB 75000. Enfin, on notera également les BB 75000 utilisées par OSR France, filiale de SNCB Logistics, arborant une étonnante livrée à faces frontales roses.
Signalons également l'utilisation par l'opérateur allemand HSL Logistics de BB 75000.

### Les autres loueurs
CB Rail, autre société de location de locomotives, a également acquis des locomotives Prima, mais pas auprès de la SNCF : ses machines sont des E 37500, identiques aux BB 37000. Elles ont été les premières locomotives électriques privées de France lors de leur acquisition par Veolia Transport, qui loue certaines de ces locomotives mais en a également achetées. Lors du rachat de Veolia Transport par Europorte, filiale d'Eurotunnel, ces E 37500 ont été récupérées par le nouvel opérateur, qui les utilise pour des services fret partout en France, mais aussi vers l'Italie par la ligne de la Maurienne.

### Le futur
Le 18 janvier 2014 a roulé le plus long train de fret d'Europe sur la ligne de la rive droite du Rhône. Il était composé de deux trains de conteneurs de 750 mètres environ chacun assemblés, comportant chacun en tête une BB 37000 Akiem prêtée pour l'occasion, dans le cadre du projet Marathon. À terme, de tels trains de plus de 1500 mètres de long pourraient circuler en France, emmenés par des locomotives Prima ou Vossloh Euro 4000, comme durant le deuxième essai mené le 12 avril 2014.

## En modélisme
Le premier fabricant à avoir reproduit en modélisme les locomotives Prima est Mehano en 2006 avec les BB 27000 et BB 37000 (échelle H0). Depuis peu, la firme italienne Os.Kar commercialise des BB 75000, des BB 75400 et elle annonce pour 2014 des BB 27000 et BB 37000 (échelle H0). À l'échelle N, c'est Rocky-Rail qui a reproduit les BB 75000 et ce fabricant annonce aussi pour 2014 des BB 27000 et BB 37000.

## Galerie

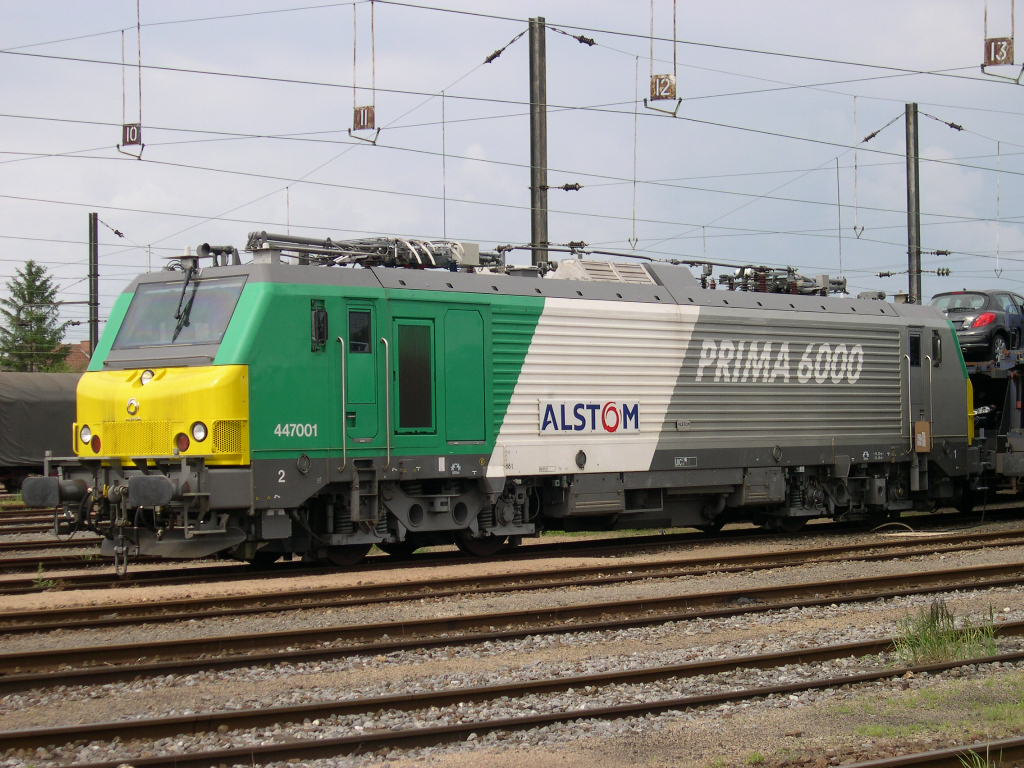
Le prototype BB 47001 (Prima 6000).
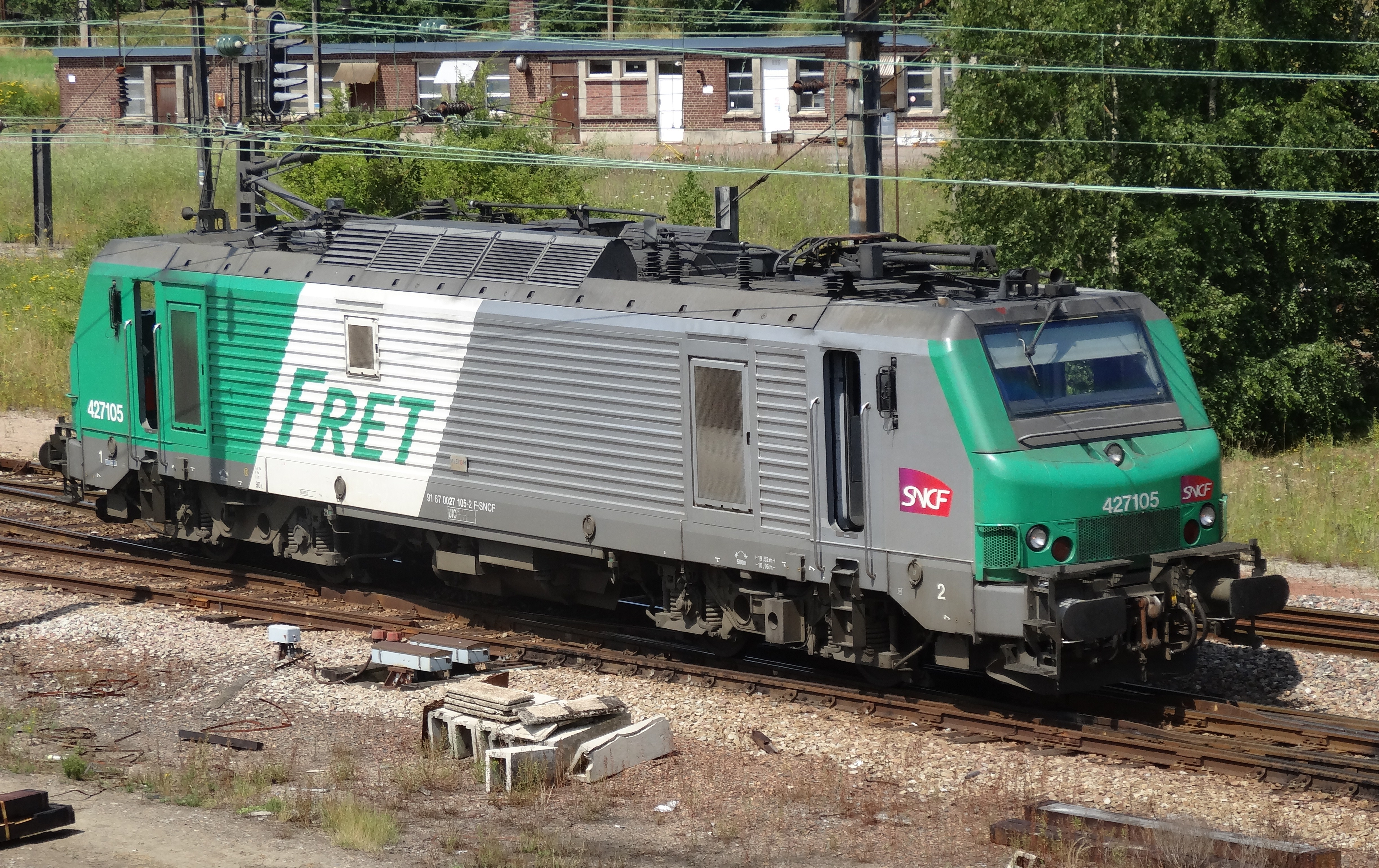
La BB 27105 de Fret SNCF.
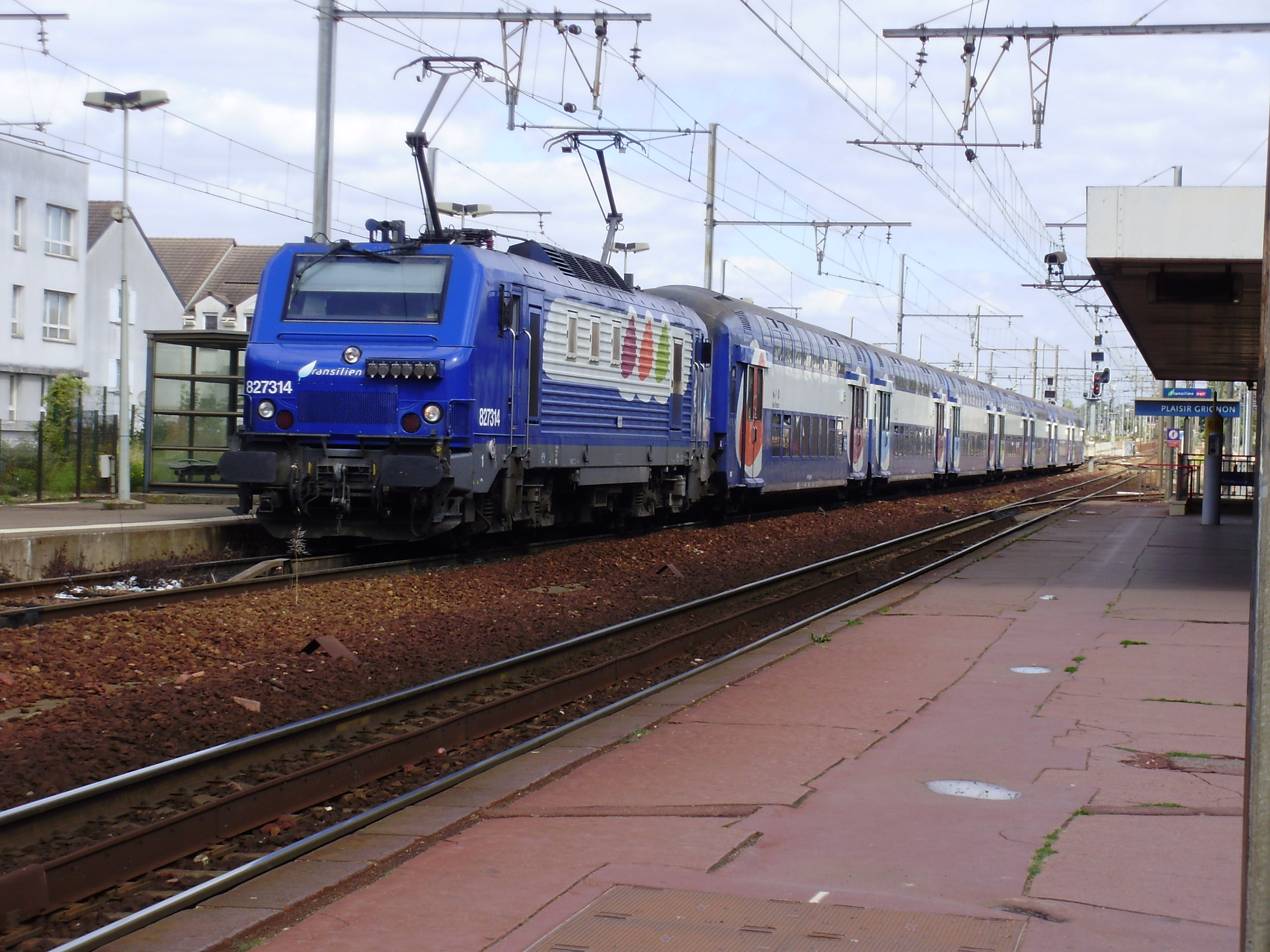
BB 27300 en livrée Transilien et rame réversible VB2N.
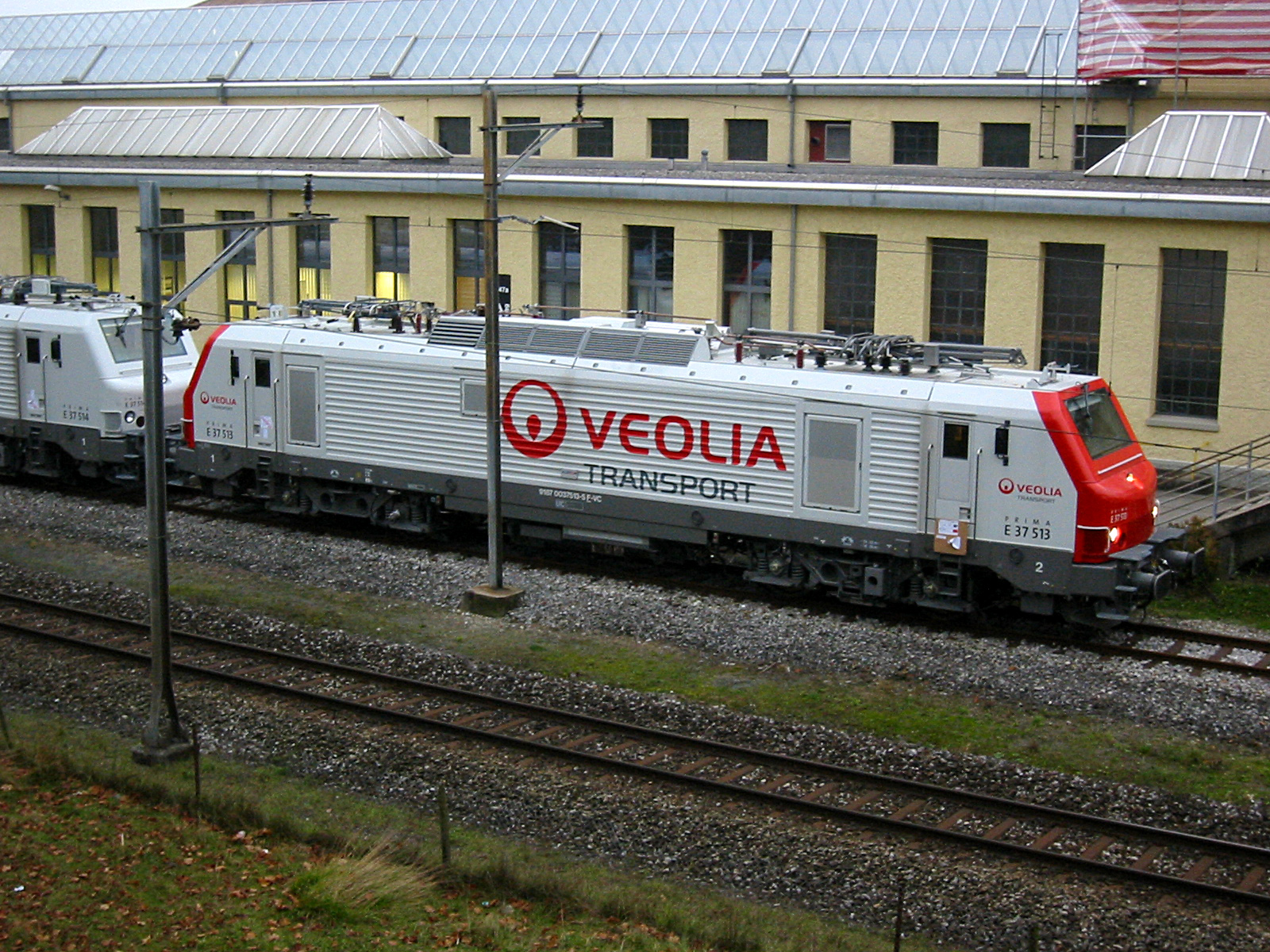
E 37513 de Veolia Transport.
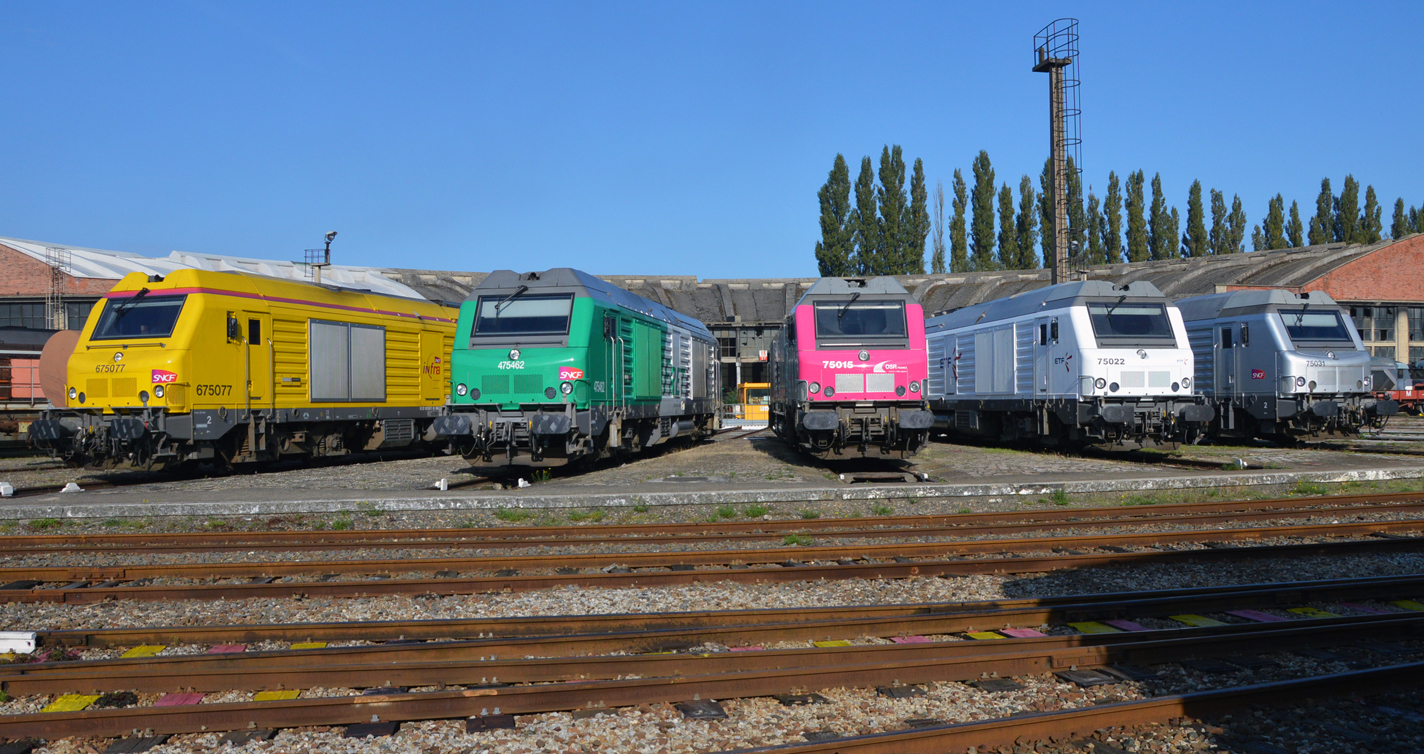
5 BB 75000 : SNCF Infra, Fret SNCF, OSR France, ETF Services et Akiem.
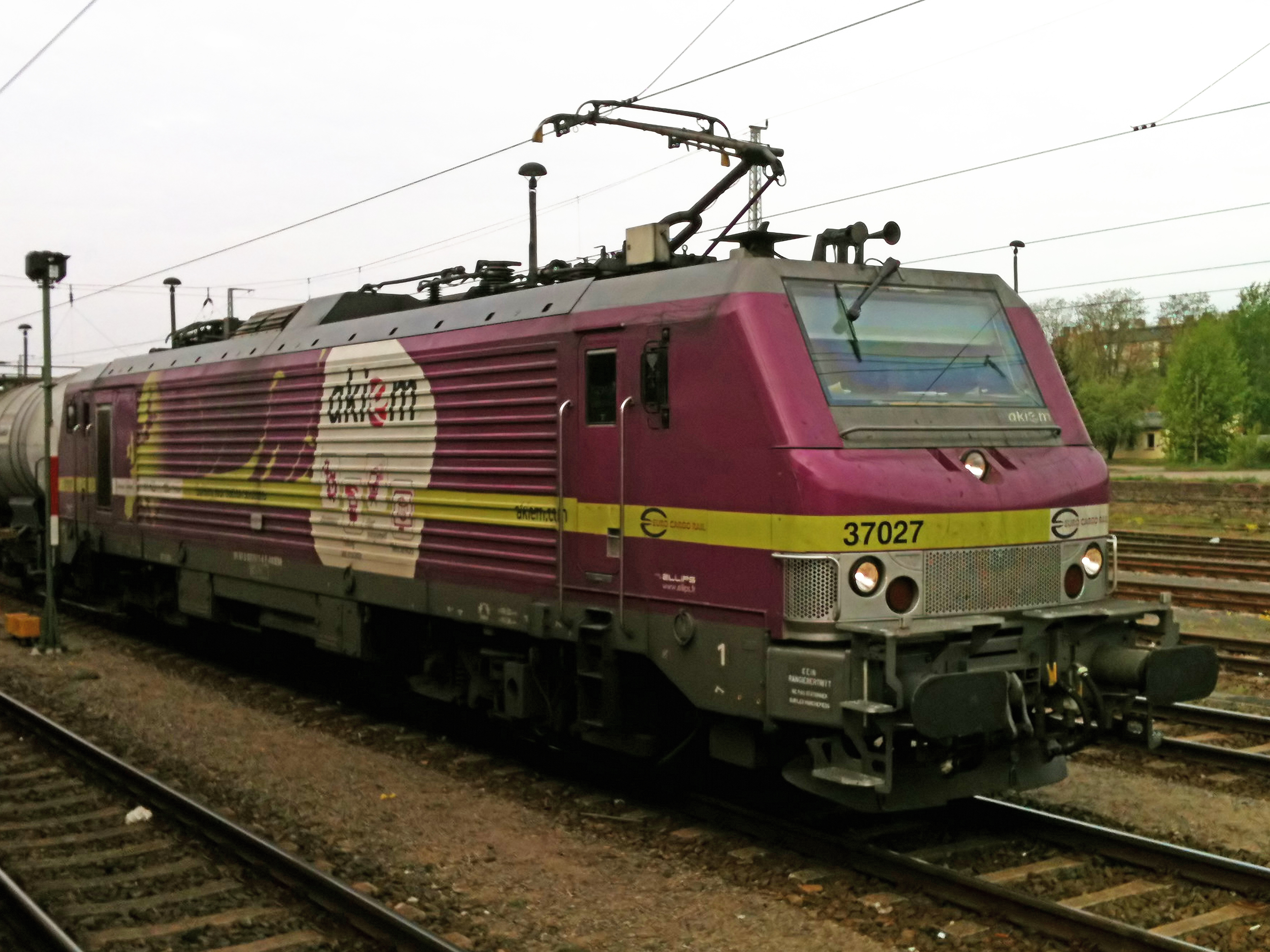
La BB 37027 louée par Euro Cargo Rail en livrée Akiem.
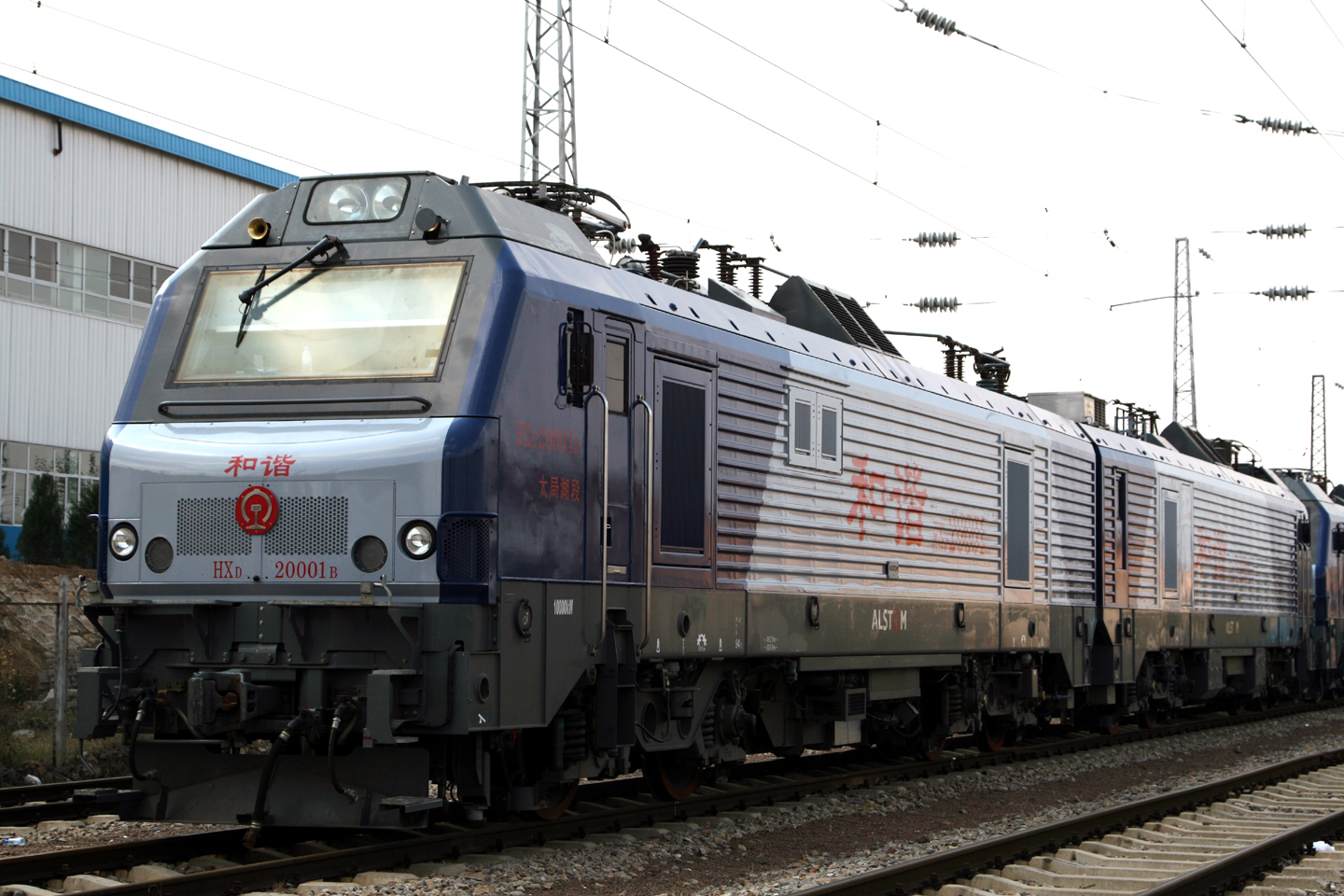
HXD2-0001 des chemins de fer chinois.
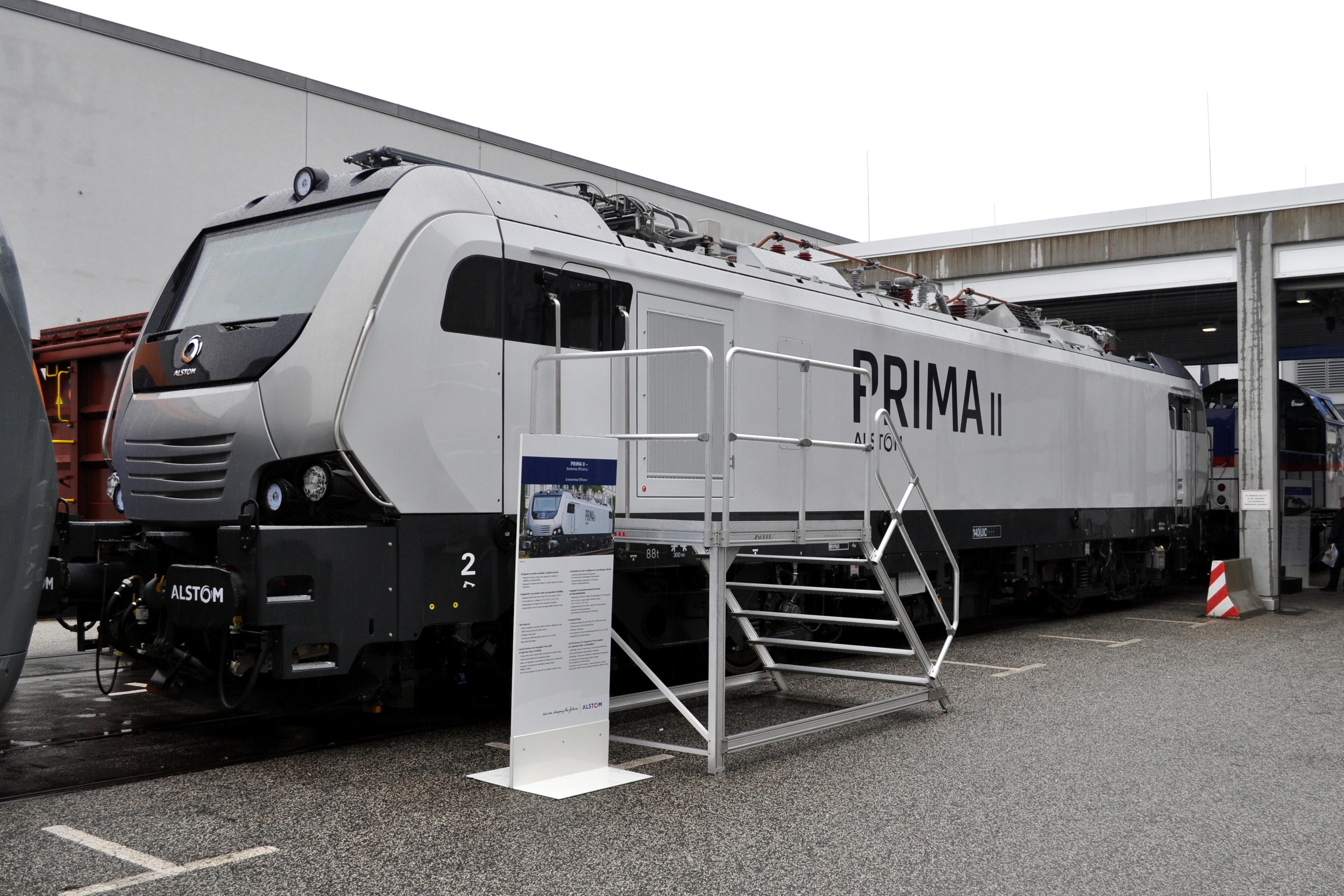
Locomotive Prima II au salon InnoTrans en 2010.
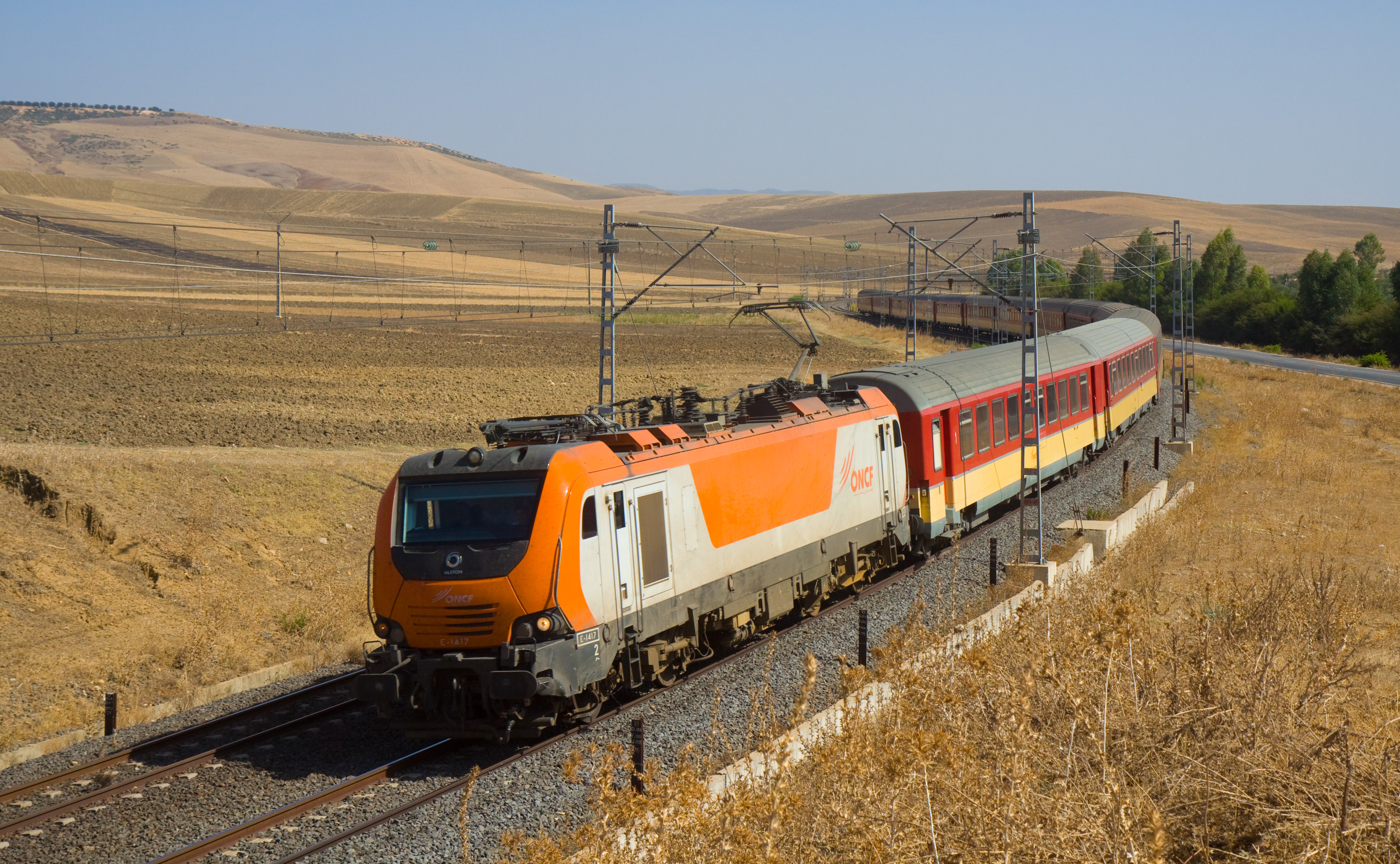
E 1400 de l'ONCF.